# Ledebouria undulata
Ledebouria undulata är en sparrisväxtart som först beskrevs av Nikolaus Joseph von Jacquin, och fick sitt nu gällande namn av John Peter Jessop. Ledebouria undulata ingår i släktet Ledebouria och familjen sparrisväxter. Inga underarter finns listade i Catalogue of Life.